# Rajeshwar Dayal
Rajeshwar Dayal (* 12. August 1909  in Nainital, Britisch-Indien; † 17. September 1999 in Neu-Delhi) war ein indischer Diplomat.

## Leben
Von 1953 bis 1956 war er ständiger Vertreter der indischen Regierung beim UN-Hauptquartier.
Von 1955 bis 1958 war er Minister Resident in Belgrad und bei den Regierungen in Sofia und Bukarest akkreditiert.
Von Januar bis Juni 1958 war er auch bei der Regierung in Athen akkreditiert.
Nach der Annahme der Sicherheitsresolution 128 von 1958 ernannte Dag Hammarskjöld, Rajeshwar Dayal und Odd Bull zu Mitgliedern und Galo Plaza Lasso zum Vorsitzenden der United Nations Observation Group in Lebanon (UNOGIL).
Von September 1960 bis Mai 1961 leitete Rajeshwar Dayal die Operation der Vereinten Nationen in Kongo.
Rajeshwar Dayal unterstützte afrikanische Diplomaten bei Versuchen zwischen dem Ministerpräsidenten Patrice Lumumba und dem Präsidenten Joseph Kasavubu zu vermitteln.
Dayal ließ das Haus von Patrice Lumumba durch UNO-Truppen bewachen.
Die Central Intelligence Agency brachte zwei Auftragsmörder nach Léopoldville, die sich Zugang zu Lumumba verschaffen sollten, während Larry Devlin die Regierung von Mobutu Sese Seko ermunterte Patrice Lumumba zu ermorden. Dag Hammarskjöld berief eine außerordentliche Vollversammlung ein und plädierte für die Rückkehr von Patrice Lumumba in sein Amt als Ministerpräsident, appellierte an die US-Regierung, Joseph Kasavubu zu einem Kompromiss zu bewegen. Die US-Regierung wollte davon genauso wenig wissen wie von jeder parlamentarischen Lösung, da eine solche zweifellos Lumumba zurück an die Macht gebracht hätte.

## Veröffentlichungen
- A life of our Times, Orient Longman[4]

| Vorgänger         | Amt                                                            | Nachfolger     |
| ----------------- | -------------------------------------------------------------- | -------------- |
| —                 | indischer Botschafter in Belgrad 1955–1958                     | Ali Yavar Jung |
| Andrew W. Cordier | Leiter der Operation der Vereinten Nationen in Kongo 1960–1961 | Mekki Abbas    |